# Dolet
Dolet je razdalja, ki jo lahko zrakoplov prepotuje med vzletom in pristankom. Pri zrakoplovih z motorjem je odvisen od količine goriva, hitrosti letenja, višine letenja, vzletne teže in vremenskih pojavov kot npr. repni ali čelni veter. Pri jadralnih letalih je odvisen predvsem od vremenskih pogojev npr. termika, nekatera jadralna letala imajo tudi motor, ki lahko poveča dolet.
Obstaja več terminov:
- Maksimalni dolet ("ferry range"): je največji dolet, to pomeni največjo možno količino goriva in minimalen tovor
- Bojni dolet: je največji razdalja, ki jo lahko oborožen zrakoplov preleti
- Bojni radij: je največja razdalja od domačega letališča, ki jo lahko oborožen zrakoplov doseže in se vrne na domače letališče

Prečrpavanje goriva v zraku lahko zelo poveča dolet vojaških letal.